# Eruzione dell'Etna del 1899
L'eruzione dell'Etna del 1899 fu segnata da tre diverse fasi eruttive succedutesi fra luglio e agosto di quell'anno.

## Fasi dell'eruzione

### Esplosione del 19 luglio
Il 19 luglio 1899 il gran cratere dell'Etna è interessato da una fortissima esplosione. Essa produsse una nube piroclastica enorme che provocò la ricaduta di cenere nel settore sud orientale del vulcano. Alcuni blocchi di pietra perforarono la cupola dell'osservatorio astronomico posto a circa 1 km dal cratere centrale.

### Esplosione del 25 luglio
Il 25 luglio, un'esplosione di minor intensità ebbe luogo nel cratere centrale. La cenere emessa ricadde su Zafferana Etnea e Santa Venerina. Tra l'esplosione del 19 e quella del 25 nessun fenomeno interesso il cratere.

### Esplosione del 4 e 5 agosto
Una debole esplosione si può definire quella avvenuta tra la notte del 4 e 5 agosto 1899 dove solo un piccolo pennacchio di fumo si eresse dal gran cratere.